# Almaz-Antey

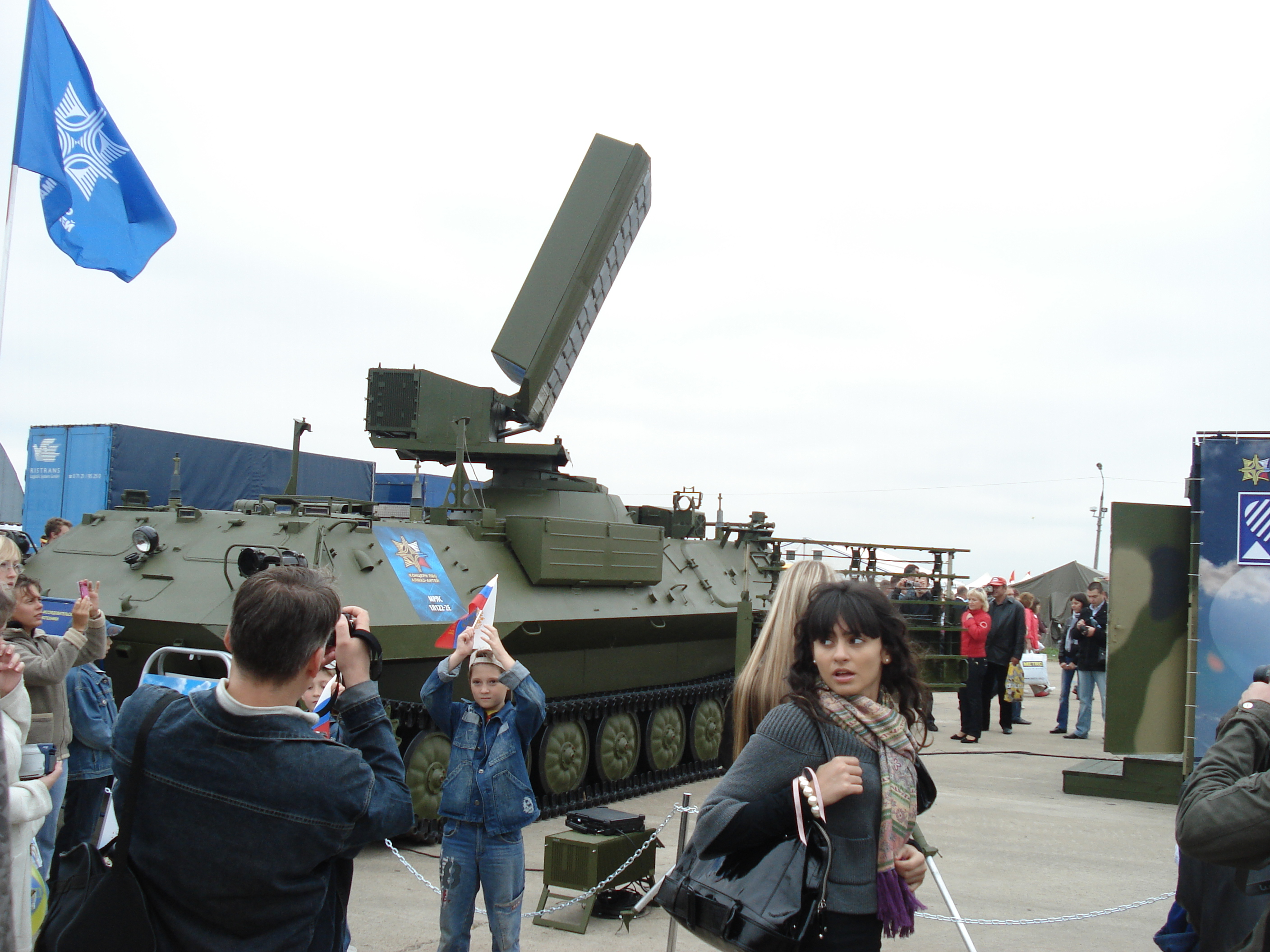
Un radar 1L122-2E.

Almaz-Antey (en russe : акционерное общество «Концерн воздушно-космической обороны «Алмаз-Антей», société par actions « consortium de défense aérienne et cosmique “Almaz-Antey” ») est la plus grande entreprise du complexe militaro-industriel de la Russie.

## Historique
Elle est créée en 2002 par la fusion de plusieurs entreprises dont les NPO « Antey » et « Almaz » et dispose de nombreux sites industriels dont l'aciérie Oboukhov.
En juillet 2014, Almaz-Antey fait partie des entreprises sanctionnées par les États-Unis dans le cadre de la crise ukrainienne.
En 2017, Almaz-Antey se place au 10e rang des entreprises mondiales du secteur de l'armement (hors Chine) selon le site spécialisé Defense News avec un chiffre d'affaires de 8,6 milliards de dollars (+ 17 % par rapport à 2016). C'est la première fois que la Russie parvient à hisser l'une de ses entreprises dans le top 10.
En 2018, avec l'introduction des principales entreprises chinoises dans le rapport de Defense News, avec un chiffre d'affaires de 9,896 milliards de dollars, elle se classe au 15e rang mondial.

## Armes

### Défense antiaérienne
L'entreprise Almaz-Antey est célèbre pour la construction de différents systèmes de  missiles surface-air comme les Bouk ou les S-300, S-400 et  S-500.